# Jonathan Webster Cornett
Pour les articles homonymes, voir Cornett.
 (février 2025).
Si vous disposez d'ouvrages ou d'articles de référence ou si vous connaissez des sites web de qualité traitant du thème abordé ici, merci de compléter l'article en donnant les références utiles à sa vérifiabilité et en les liant à la section « Notes et références ».
Jonathan Webster Cornett (10 mars 1883-19 août 1973) est un homme politique canadien de la Colombie-Britannique. Il est député provincial conservateur de South Vancouver de 1928 à 1933.
Il est aussi le 25e maire de Vancouver de 1941 à 1946.

## Biographie
Né à Lansdowne (en) en Ontario, Cornett s'installe à Vancouver en 1907.
Cornett sert aussi comme dernier préfet de South Vancouver, avant que la cité soit fusionnée à Vancouver en 1929. Candidat à la mairie en 1941, il base sa campagne sur des thèmes patriotiques alors que le Canada participe à la Seconde Guerre mondiale.